# 100 سنة (فلم)
100 سنة (بالإنجليزية: 100 Years) أو 100 سنة: الفيلم الذي لن تشاهده (بالإنجليزية: 100 Years: The Movie You Will Never See) هوَ فيلم مُرتقب من كتابة وبطولة جون مالكوفيتش وَإخراج روبرت رودريغيز، وتمت تسمية الفيلم بِ100 سنة لأنهُ سيتم عرضه بعد 100 سنة من إنتاجه؛ أي سيُعرض في 18 نوفمبر 2115.
أعلن مالكوفيتش ورودريغيز في شهر نوفمبر 2015 بأنهما تعاونا مع شركة كونياك لويس الثالث عشر لإنشاء فيلم بعنوان 100 سنة، حيثُ أنَّ الاسم مستوحى من الوقت الذي احتيجَ لصنع زجاجة واحدة من كونياك لويس الثالث عشر، وفي 18 نوفمبر 2015 أَصدر مالكوفيتش ورودريغيز ثلاث تلويحات لا تظهر أي لقطة من الفِيلم، ولكن يظهر فيها محاولات تخيلية لإظهار الفرق بين الواقع التكنولوجي الحالي والواقع المستقبلي بوصفه جنة التكنولوجيا.
سيتم الاحتفاظ بالفيلم في تكنولوجيا فائقة الأمان في زجاج مضاد للرصاص، وسيفتح تلقائياً في 18 نوفمبر 2115، وقد صدرت دعوات للفيلم لحوالي ألف شخص من بينهم أحفاد مالكوفيتش ورودريغيز لحضور العرض الأول للفيلم. أما قصة الفيلم فستبقى سرية بشكل كامل لحين موعد عرضه.
عرض المكان الآمن الذي تم الاحتفاظ بالفيلم داخله في مهرجان كان السينمائي 2016 وفي العديد من المدن الأخرى في العالم قبل إعادته إلى بلدة كونياك الفرنسية.

## روابط خارجية
- مقالات تستعمل روابط فنية بلا صلة مع ويكي بيانات